# Щучье (Северо-Казахстанская область)
Щучье (каз. Шучье) — село в Мамлютском районе Северо-Казахстанской области Казахстана. Входит в состав Беловского сельского округа. Код КАТО — 595233700.

## География
Находится в 25-ти километрах от районного центра.

## Население
В 1999 году население села составляло 292 человека (150 мужчин и 142 женщины). По данным переписи 2009 года, в селе проживал 171 человек (87 мужчин и 84 женщины).